# Charlie Paulk
Charles "Charlie" Paulk (Fitzgerald, Georgia, 14 de junio de 1946-San Diego, California, 1 de octubre de 2014) fue un jugador de baloncesto estadounidense que disputó 3 temporadas en la NBA. Con 2,05 metros de altura, jugaba en la posición de ala-pívot.

## Trayectoria deportiva

### Universidad
Comenzó su carrera universitaria jugando con los Golden Hurricane de la Universidad de Tulsa, donde en el año que permaneció promedió 21,0 puntos y 14,9 rebotes por partido. Fue transferido a la Universidad de Northeastern State, donde en dos temporadas logró promediar 23,4 puntos y 16 rebotes por partido. Posee varios records de su universidad, entre ellos el de más rebotes en una temporada (466 en 1968).

### Selección nacional
Fue convocado en dos ocasiones con la selección de baloncesto de Estados Unidos, disputando el Campeonato Mundial de 1967 en Uruguay, donde acabaron en cuarta posición, y ganando ese mismo año los Juegos Panamericanos de 1967 disputados en Canadá.

### Profesional
Fue elegido en la séptima posición del Draft de la NBA de 1968 por Milwaukee Bucks, donde apenas pudo jugar 17 partidos. Al año siguiente sería traspasado a Cincinnati Royals junto con Flynn Robinson a cambio de Oscar Robertson. Allí disputó su mejor temporada como profesional, anotando 9,2 puntos por partido y cogiendo 4,7 rebotes en poco más de 17 minutos por partido. En la siguiente temporada fichó por Chicago Bulls, donde sólo jugaría 7 partidos, acabando su trayectoria profesional en New York Knicks.
En sus tres temporadas en la NBA promedió 6,2 puntos y 3,9 rebotes por partido.